# Dannebrog-Inseln
Die Dannebrog-Inseln sind eine Gruppe von Inseln und Felsen vor der Graham-Küste im Westen des antarktischen Grahamlands. Sie liegen zwischen den Wauwermans-Inseln und den Vedel-Inseln im Wilhelm-Archipel. Zur Gruppe gehören unter zahlreichen weiteren Inseln die Elisabethinsel und die Rollet-Insel.
Der deutsche Polarforscher Eduard Dallmann entdeckte und benannte 1874 den Wilhelm-Archipel. Eine erneute Sichtung erfolgte durch die Belgica-Expedition (1897–1899) unter der Leitung des belgischen Polarforschers Adrien de Gerlache de Gomery. Dieser benannte den Archipel in [sic!] Îles Danebrog um. Mit der Benennung nach der Flagge Dänemarks (dänisch Dannebrog) wollte er an die Unterstützung des skandinavischen Landes für seine Expedition erinnern. Dallmanns Benennung des Archipels wurde jedoch beibehalten und de Gerlaches Benennung auf die hier beschriebene Inselgruppe übertragen.